# Friedrich Paul Fikentscher

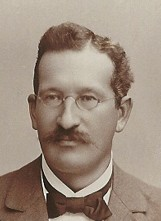
Friedrich Paul Fikentscher (1902)

Friedrich Paul Fikentscher (* 15. Mai 1861 in Zwickau; † 4. Februar 1924 in München) war ein deutscher Kaufmann, Unternehmer, Handelsrichter und Stadtverordneter sowie im militärischen Rang eines Majors Oberbefehlshaber des 9. königlich sächsischen Reservebataillons Nr. 133 in Zwickau. Er war erster Investor der  A. Horch & Cie. Motorwagenwerke AG in Zwickau.

## Leben
Paul Fikentscher war einer der Haupteigentümer und Vorstand des 1845 von Friedrich Christian Fikentscher in Zwickau als Glashütte gegründeten Steinzeugwerks Friedrich Chr. Fikentscher GmbH, Gründervater und Präsident des 1903 zusammen mit Automobilisten der Kreishauptmannschaft Zwickau gegründeten Sächsisch-Thüringischen Automobilclubs (SThAC) sowie „ein wahrhafter Freund“ von August Horch.
Ein knappes Vierteljahrhundert war Paul Fikentscher als Handelsrichter und Mitglied in verschiedenen städtischen Körperschaften in Zwickau tätig. Vom Dezember 1900 bis Februar 1908 war er Stadtverordneter in Zwickau, danach gehörte er dem Rat der Stadt als ehrenamtliches Mitglied an. Im Mai 1911 wurde ihm der Titel eines (königlich sächsischen) Kommerzienrats verliehen.
Bei der Gründung und Ansiedlung der Horch- und der Audi-Werke in Zwickau spielte Paul Fikentscher eine entscheidende Rolle. Er zeichnete am 8. März 1904 die erste Aktienoption auf das Unternehmen A. Horch & Cie. Motorwagen Werke AG. Anfangs bestanden Pläne, das Werk in Leipzig zu gründen.
In den Jahren 1907 bis 1908 sicherte Fikentscher unter hoher finanzieller Eigenbeteiligung zusammen mit befreundeten Geschäftsleuten den Bestand und die Weiterführung der Horch-Garage in München, der Generalvertretung der A. Horch & Cie. Motorwagenwerke AG für Bayern. August Horch und Paul Fikentscher mit seinem Neffen Franz Fikentscher gründeten 1909 mit dem Ankauf der Holzwarenfabrik Robert Walther in Zwickau die AUDI Automobilwerke GmbH.